# Herculano de Bréscia
Herculano de Bréscia (f. ca. 550 AD) foi um bispo de Bréscia e santo da Igreja Católica.